# Championnats du monde de slalom de canoë-kayak 2017
Navigation
Édition précédente Édition suivante
Les championnats du monde de canoë-kayak slalom et descente, trente-huitième édition des championnats du monde de slalom en canoë-kayak, ont lieu du 23 septembre au 1er octobre 2017 au stade d'eaux vives Pau-Pyrénées de Pau, en France. 

## Résultats

### Hommes

#### Canoë
| Épreuve       | Or                                                                                             | Or     | Argent                                                                                 | Argent | Bronze                                                                                                | Bronze |
| ------------- | ---------------------------------------------------------------------------------------------- | ------ | -------------------------------------------------------------------------------------- | ------ | --- | ------ |
| C1            | Slovénie Benjamin Savšek                                                                       | 94.81  | Slovaquie Alexander Slafkovský                                                         | 96.29  | Slovaquie Michal Martikán                                                                             | 98.23  |
| C1 par équipe | Slovaquie Matej Beňuš Alexander Slafkovský Michal Martikán                                     | 95.44  | Grande-Bretagne Ryan Westley David Florence Adam Burgess                               | 98.44  | France Denis Gargaud Chanut Martin Thomas Edern Le Ruyet                                              | 98.72  |
| C2            | France Gauthier Klauss/Matthieu Péché                                                          | 105.30 | Slovaquie Ladislav Škantár/Peter Škantár                                               | 105.37 | Allemagne Robert Behling/Thomas Becker                                                                | 106.15 |
| C2 par équipe | France Gauthier Klauss/Matthieu Péché Nicolas Scianimanico/Hugo Cailhol Pierre Picco/Hugo Biso | 104.99 | Allemagne Robert Behling/Thomas Becker Kai Müller/Kevin Müller Franz Anton/Jan Benzien | 106.80 | Slovaquie Ladislav Škantár/Peter Škantár Tomáš Kučera/Ján Bátik Pavol Hochschorner/Peter Hochschorner | 108.16 |

#### Kayak
| Épreuve       | Or                                              | Or    | Argent                                               | Argent | Bronze                                           | Bronze |
| ------------- | ----------------------------------------------- | ----- | ---------------------------------------------------- | ------ | ------------------------------------------------ | ------ |
| K1            | Tchéquie Ondřej Tunka                           | 91.84 | Tchéquie Vít Přindiš                                 | 91.86  | Slovénie Peter Kauzer                            | 92.13  |
| K1 par équipe | Tchéquie Jiří Prskavec Ondřej Tunka Vít Přindiš | 93.06 | France Boris Neveu Mathieu Biazizzo Sébastien Combot | 94.07  | Slovénie Peter Kauzer Martin Srabotnik Žan Jakše | 94.41  |
| Extrême K1    | Tchéquie Vavřinec Hradilek                      |       | France Boris Neveu                                   |        | Nouvelle-Zélande Mike Dawson                     |        |

### Femmes

#### Canoë
| Épreuve       | Or                                                             | Or     | Argent                                            | Argent | Bronze                                             | Bronze |
| ------------- | -------------------------------------------------------------- | ------ | ------------------------------------------------- | ------ | -------------------------------------------------- | ------ |
| C1            | Grande-Bretagne Mallory Franklin                               | 109.09 | Tchéquie Tereza Fišerová                          | 113.21 | Brésil Ana Sátila                                  | 114.29 |
| C1 par équipe | Grande-Bretagne Mallory Franklin Kimberley Woods Eilidh Gibson | 117.63 | Australie Jessica Fox Noemie Fox Rosalyn Lawrence | 119.28 | Tchéquie Tereza Fišerová Monika Jančová Eva Říhová | 122.75 |

#### Kayak
| Épreuve       | Or                                                     | Or     | Argent                                                   | Argent | Bronze                                               | Bronze |
| ------------- | ------------------------------------------------------ | ------ | -------------------------------------------------------- | ------ | ---------------------------------------------------- | ------ |
| K1            | Australie Jessica Fox                                  | 97.14  | Slovaquie Jana Dukátová                                  | 101.76 | Allemagne Ricarda Funk                               | 102.62 |
| K1 par équipe | Allemagne Jasmin Schornberg Ricarda Funk Lisa Fritsche | 103.60 | Autriche Corinna Kuhnle Lisa Leitner Viktoria Wolffhardt | 103.80 | Australie Jessica Fox Rosalyn Lawrence Kate Eckhardt | 108.44 |
| Extrême K1    | Allemagne Caroline Trompeter                           |        | Brésil Ana Sátila                                        |        | Tchéquie Amálie Hilgertová                           |        |

### Mixte

#### Canoë
| Épreuve | Or                                | Or     | Argent                               | Argent | Bronze                              | Bronze |
| ------- | --------------------------------- | ------ | ------------------------------------ | ------ | ----------------------------------- | ------ |
| C2      | France Margaux Henry/Yves Prigent | 105.37 | Italie Niccolò Ferrari/Stefanie Horn | 106.09 | Tchéquie Veronika Vojtová/Jan Mašek | 109.06 |

## Tableau des médailles
| Rang  | Nation           | Or | Argent | Bronze | Total |
| ----- | ---------------- | -- | ------ | ------ | ----- |
| 1     | Tchéquie         | 3  | 2      | 3      | 8     |
| 2     | France           | 3  | 2      | 1      | 6     |
| 3     | Allemagne        | 2  | 1      | 2      | 5     |
| 4     | Grande-Bretagne  | 2  | 1      | 0      | 3     |
| 5     | Slovaquie        | 1  | 3      | 2      | 6     |
| 6     | Australie        | 1  | 1      | 1      | 3     |
| 6     | Slovénie         | 1  | 0      | 2      | 3     |
| 8     | Brésil           | 0  | 1      | 1      | 2     |
| 8     | Autriche         | 0  | 1      | 0      | 1     |
| 10    | Italie           | 0  | 1      | 0      | 1     |
| 11    | Nouvelle-Zélande | 0  | 0      | 1      | 1     |
| Total | Total            | 12 | 12     | 12     | 36    |